# Аксаментов, Евгений Валерьевич
Евгений Валерьевич Аксаментов (род. 16 декабря 1980, Усть-Кут, Иркутская область) — российский самбист, призёр чемпионатов России, чемпион Европы, мастер спорта России международного класса. Тренер МАУ «СШ «Лидер», город Верхняя Пышма Свердловской области.

## Биография
Евгений Валерьевич Аксаментов родился 16 декабря 1980 года в городе Усть-Куте Усть-Кутского района Иркутской области, ныне город — административный центр Усть-Кутского городского поселения и Усть-Кутского района той же области.
Начал заниматься самбо во втором классе у тренера Игоря Леонидовича Кашина. Становился победителем и призёром первенств Иркутской области, Сибири, первенств России в составе юношеской сборной Иркутской области.
В 2000 году окончил монтажный колледж Красноярска. Во время учёбы становился чемпионом Красноярского края, серебряным призёром первенства Азии среди молодежи. 
После окончания колледжа переехал в Верхнюю Пышму Свердловской области, где его тренерами стали Валерий Глебович Стенников и Александр Николаевич Мельников.
В 2002 году поступил в Шадринский государственный педагогический институт на физкультурный факультет.
Работал спортсменом-инструктором в спортивном клубе «Уралэлектромедь» (Верхняя Пышма), затем — тренером в муниципальном автономном учреждении «Спортивная школа «Лидер» (Верхняя Пышма).
Летом 2023 года, переехал в Качканар и стал тренером

## Награды и звания
- Мастер спорта России международного класса

## Спортивные результаты
- Кубок мира по самбо 2002 года —  (командный);
  - Этап Кубка Мира 2007 года, Владивосток — ;
- Чемпионат Азии по самбо 2001 года — ;
- Чемпионат Европы по самбо 2007 года — ;
- Чемпионат России по самбо 2001 года — ;
- Чемпионат России по самбо 2005 года — ;
- Чемпионат России по самбо 2007 года — ;
- Кубок России по самбо 2001 года — ;
- Кубок России по самбо 2002 года — ;
- Кубок России по самбо 2005 года — ;
- Первенство Азии по самбо среди молодёжи —

## Семья
Жена (развелись) Аксаментова Наталья Юрьевна (род. 16 октября 1989).
Дочь Аксаментова Александра Евгеньевна (род. 27 августа 2010)